# Axylia vespertina
Axylia vespertina là một loài bướm đêm trong họ Noctuidae.